# Wittnau (Breisgau)
Wittnau ist eine Gemeinde im Südwesten von Baden-Württemberg nahe Freiburg im Breisgau und staatlich anerkannter Erholungsort.

## Geografie

### Geografische Lage
Wittnau liegt etwa sieben Kilometer südlich von Freiburg im Breisgau in der Mitte des Hexentals, das sich von Freiburg zwischen dem 644 Meter hohen Schönberg und den Westhängen des Hochschwarzwaldes über Wittnau bis nach Ehrenstetten erstreckt.

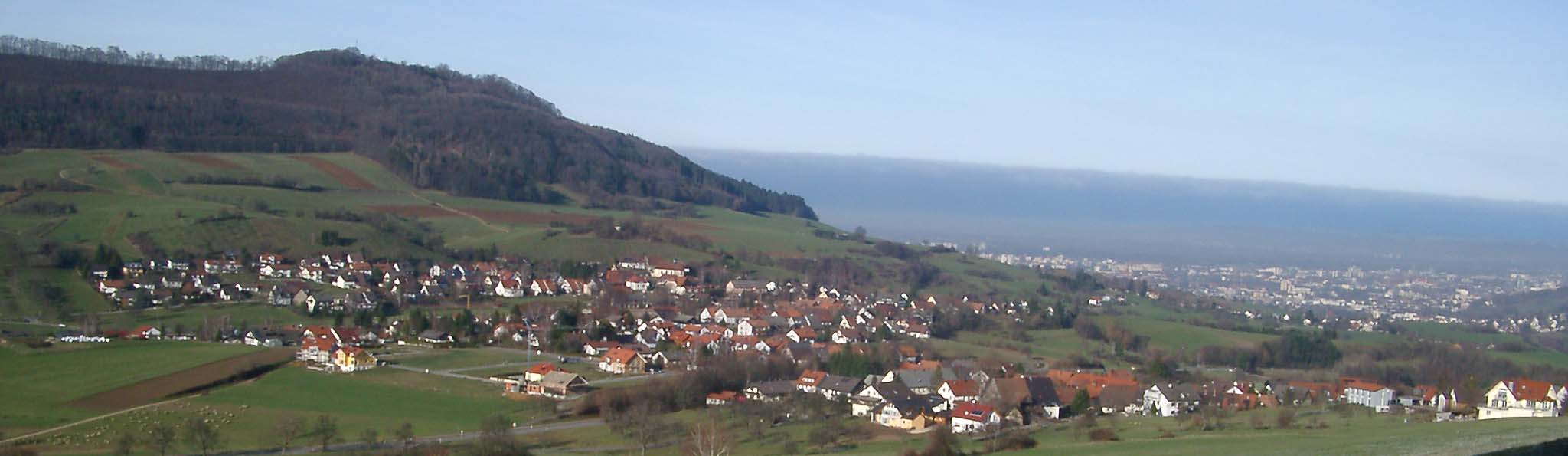
Wittnau am Schönberg, im Hintergrund liegt Freiburg

### Gemeindegliederung
Zur Gemeinde Wittnau gehören die Dörfer Wittnau und Biezighofen, die Zinken Eck und Haseln und die Höfe Fahrnau, Stöckenhöfen und Stöckenmühle.

### Ausdehnung
Die Gemarkung der aus den Ortsteilen Wittnau und Biezighofen bestehenden Gemeinde umfasst 504 Hektar und ist durch drei Hügel geprägt, die bis heute für den Weinbau genutzt werden. Der höchste Punkt der Gemarkung liegt bei 858 m ü. NN. der tiefste Punkt bei 332 Meter. Am Schönberg, der hauptsächlich zu Ebringen gehört, hat die Gemeinde nur einen kleinen Anteil.
Die Gemarkung Wittnau besteht zu etwa 45 % aus Wald, der etwa 215 Hektar groß ist, der Rest sind Wiesen, Bebauung und Äcker.

### Nachbargemeinden
Die Wittnau umgebenden Gemeinden sind (im Uhrzeigersinn von Norden): Au, Horben, Bollschweil, Sölden und Ebringen.

## Geschichte
Im Zuge der Besiedelung des Hexentals im 7. und 8. Jahrhundert kamen die ersten alemannischen Bauern in das Gebiet der heutigen Gemeinde und gaben ihren Höfen den Namen Biezighöfen. Im Jahr 806 ist das Dorf erstmals als Piazinchova urkundlich erwähnt.
Bereits im Jahr 786 berichtet eine Schenkungsurkunde des Klosters St. Gallen erstmals von einer Hofanlage namens Witunauia und der dazugehörigen Kirche. Die adeligen Hofbesitzer nahmen öffentliche Ämter wahr und vertraten das Kloster St. Gallen, dessen politischer und religiöser Einfluss zu jener Zeit in Wittnau kontinuierlich wuchs. Der Name Witunauia setzt sich zusammen aus den beiden althochdeutschen Wörtern witun (Wald/Holz) und auia (Aue).
Im 13. Jahrhundert wurde der Wittnauer Herrenhof unter der bollschweiler Adelsfamilie Snewlin-Bernlapp zu einem österreichischen Lehen, bis er im 19. Jahrhundert Eigentum des Großherzogtums Baden wurde. Unter den Freiherren von Bollschweil wurde 1795 eine neue Kirche errichtet. Sie sollte die letzte Barockkirche des Breisgaus werden. 42 Jahre später, im Jahr 1837, starb die männliche Linie der Snewlin-Bernlapp aus. Das Gehöft zu Wittnau wurde vom Großherzog von Baden an die Freiherren von Berstett verliehen, die auch das Bollschweiler Schloss übernommen hatten.
Das Großherzogtum tilgte allerdings in seinem Bemühen, eine zentrale Verwaltung aufzubauen, im Laufe der Jahre alle Feudalrechte.
Seit 1811 wurden die Gemeinden Wittnau und Biezighofen als Einheit betrachtet und offiziell als Gemeinde Wittnau bezeichnet. In den 1960er Jahren begann sich Wittnau von einer Bauerngemeinde zur Wohngemeinde zu entwickeln. 1971 trat die Gemeinde im Zuge der Verwaltungsreform der Verwaltungsgemeinschaft Hexental bei, da sie ihre Selbständigkeit bewahren wollte. Die Entwicklung zur Wohngemeinde mit vorstädtischem Charakter setzte sich fort.
Außerdem wurde Wittnau als Erholungsort anerkannt.
Inzwischen ist Wittnau durch den Zuzug aus dem nahegelegenen Freiburg stark gewachsen.

## Politik

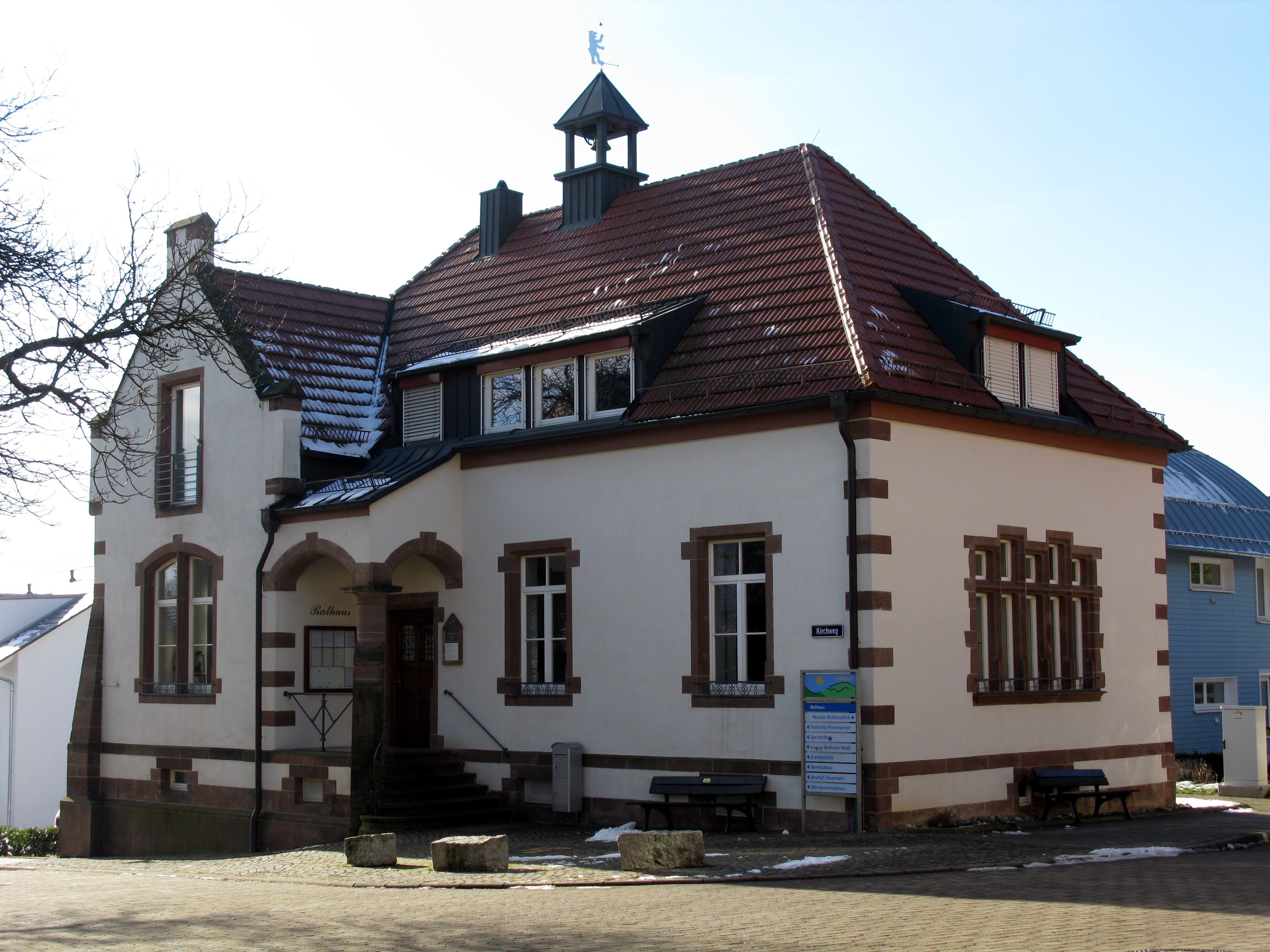
Rathaus

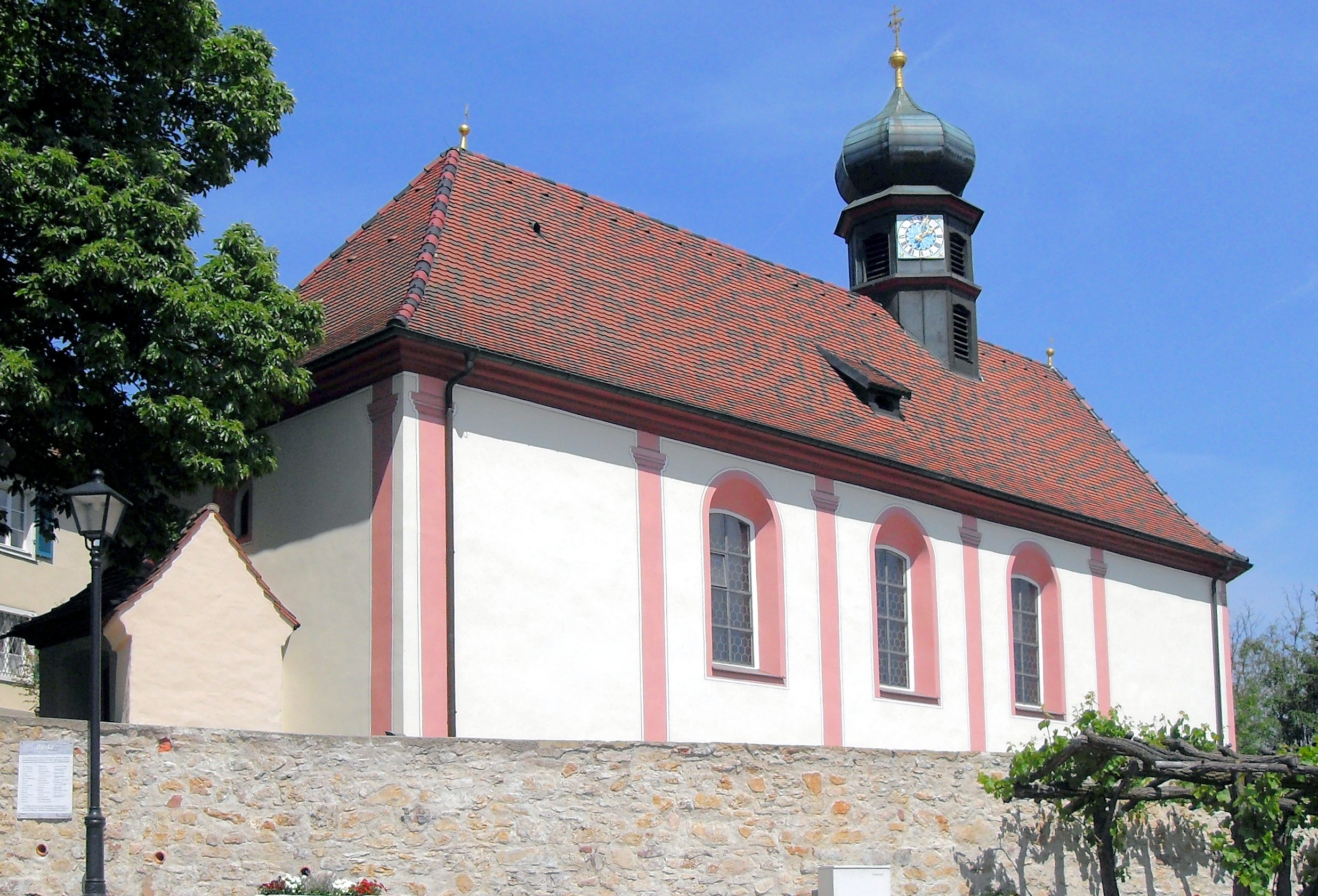
Kirche Mariä Himmelfahrt

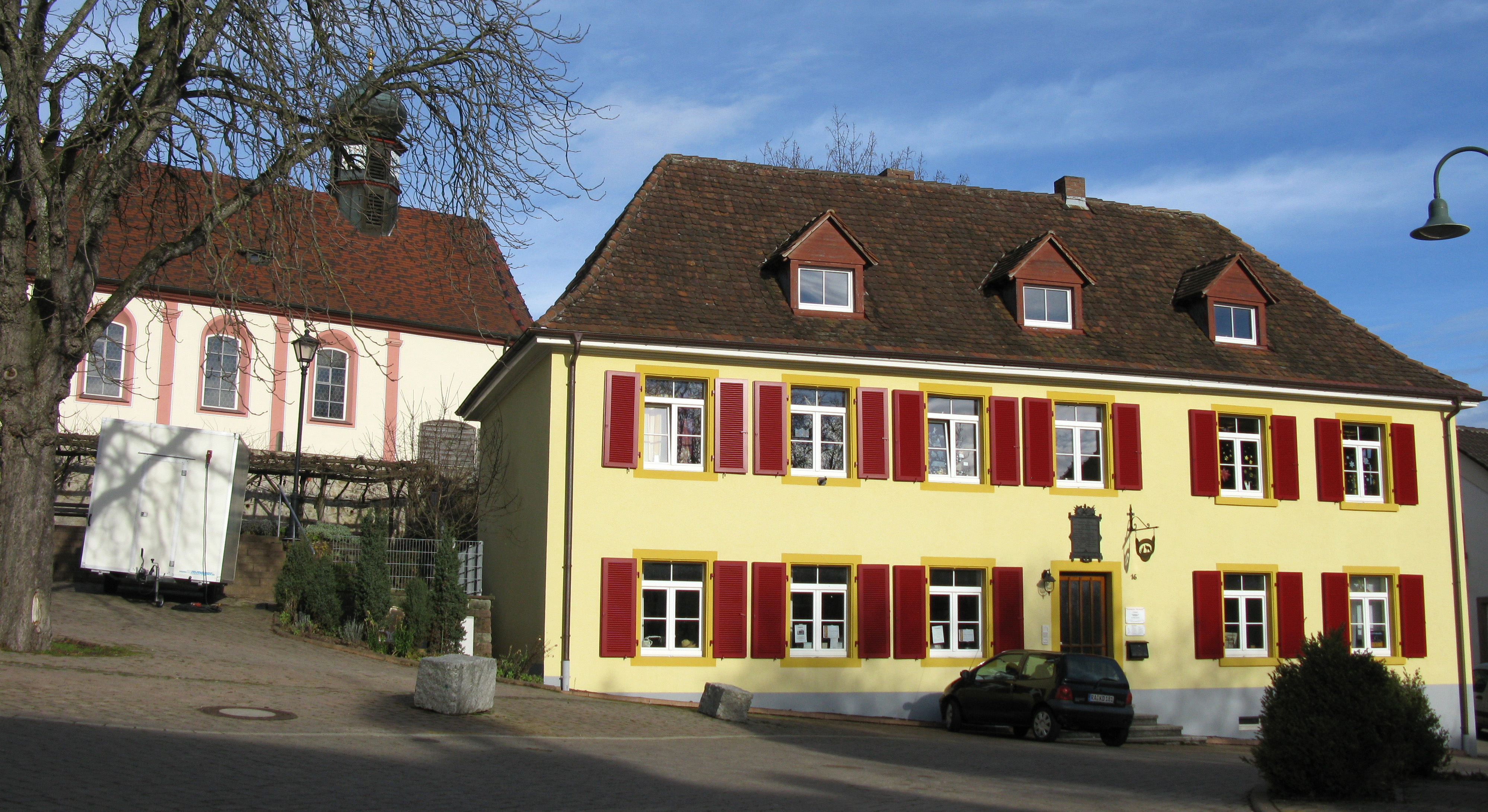
Altes Schulhaus

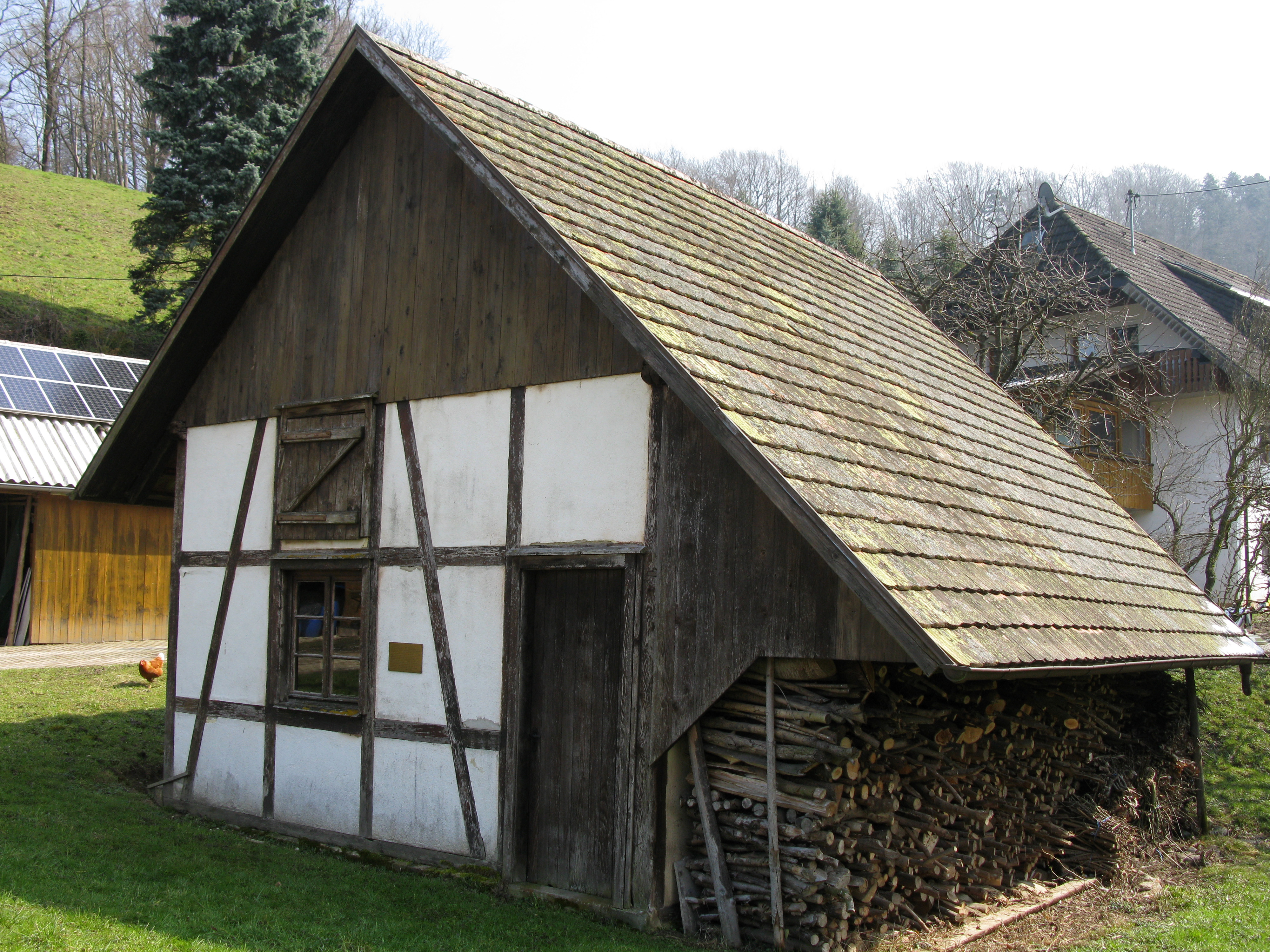
Stöckenmühle

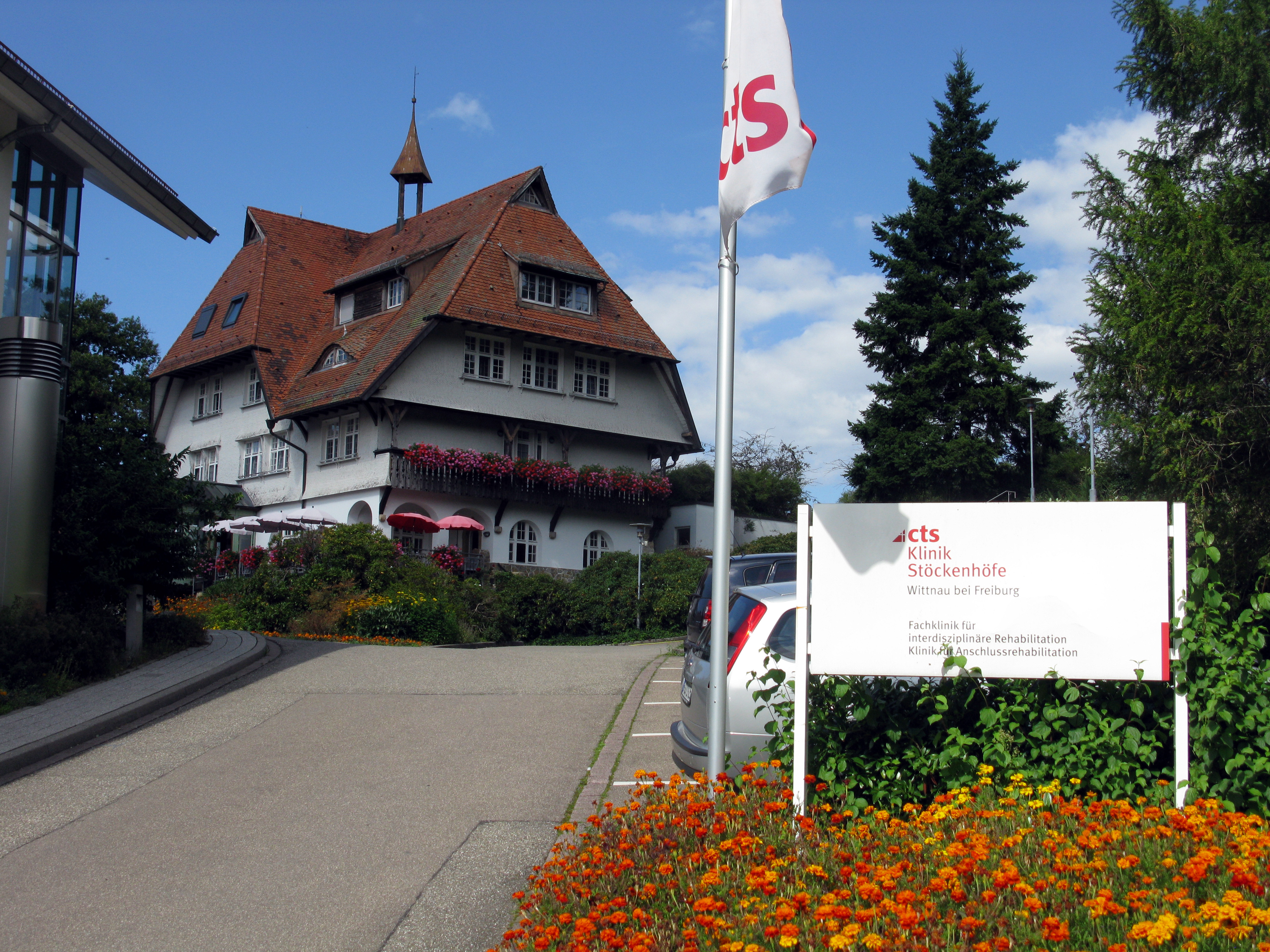
Rehaklinik Stöckenhöfe

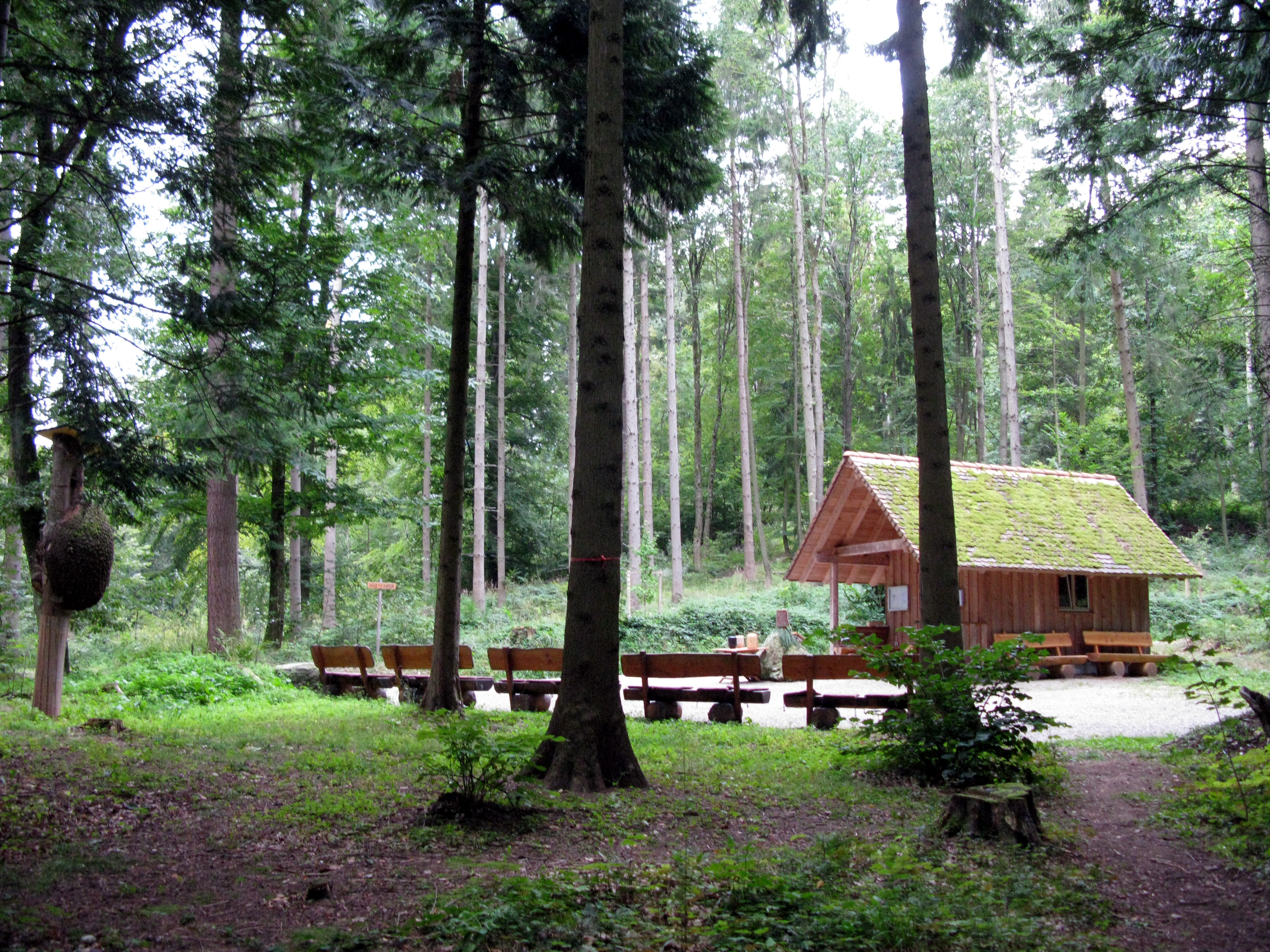
Verabschiedungsplatz im Ruhewald

### Gemeinderat
Der Wittnauer Gemeinderat besteht aus zehn Ratsherren und Ratsfrauen.
Der Wittnauer Gemeinderat besteht aus dem stimmberechtigten Bürgermeister als Vorsitzendem und zehn Ratsfrauen und -herren.
Das Ergebnis der Gemeinderatswahl am 9. Juni 2024 sieht folgendermaßen aus (mit Vergleich zur vorigen Wahl):
| Partei / Liste                         | 2024   | 2024   | 2019   | 2019   |
| Partei / Liste                         | Anteil | Sitze  | Anteil | Sitze  |
| Freie Wählergemeinschaft Wittnau (FWG) | 67,9 % | 7      | –      | –      |
| Natürlich Wittnau (NaWi)               | 32,1 % | 3      | 43,1 % | 4      |
| Wir sind Wittnau                       | –      | –      | 58,9 % | 6      |
| Wahlbeteiligung                        | 80,2 % | 80,2 % | 77,4 % | 77,4 % |

### Bürgermeister
- Karl Pache (1970 bis 1978)
- Erich Birkle (1978 bis 2002)
- Enrico Penthin (2002 bis 2018), auch Mitglied der CDU-Fraktion im Kreistag des Landkreises Breisgau-Hochschwarzwald
- Jörg Kindel (seit 2018, zugleich Bürgermeister der Nachbargemeinde Au)

### Verwaltungsgemeinschaft
Wittnau gehört mit den Gemeinden Au, Horben, Merzhausen und Sölden der Verwaltungsgemeinschaft Hexental mit Sitz in Merzhausen an.

### Wappen
Das Wappen erinnert an die Ursprünge der Gemeinde und die damalige Verbundenheit mit dem Kloster St. Gallen: die Kirche auf dem Berg als eine der ältesten des Hexentals, daneben der Bär, das Wappentier des Klosters St. Gallen.

### Gemeindepartnerschaften
Seit 1994 verbindet Wittnau eine Partnerschaft mit der französischen Gemeinde Saint-André-d’Apchon in der Weinbauregion Côte Roannaise am Fuße der Madleine-Berge, westlich von Roanne an der Loire.

## Wirtschaft und Infrastruktur
In Wittnau sind neben landwirtschaftlichen kleine Handwerks- und Dienstleistungsbetriebe ansässig. Ein Teil der Einwohner pendelt in die Gewerbegebiete in und um Freiburg. Wittnau verfügt über das Gallushaus für Veranstaltungen, ein Vereinsheim und ein Feuerwehrhaus.

### Bildung
Die Gemeinde Wittnau fungiert als Träger des Kindergartens St. Gallus und der Franz-Xaver-Klingler-Grundschule.

### Verkehr
Wittnau ist über die Linie 7208 der Südbadenbus mit Freiburg und Bad Krozingen verbunden. Er verkehrt auf der Landesstraße L122 von Freiburg nach Ehrenkirchen.
Der historische Bettlerpfad, ein überregionaler Wanderweg von Merzhausen/Freiburg nach Badenweiler, führt durch Wittnau; ferner bestehen Wandermöglichkeiten in Richtung Sankt Ulrich im Schwarzwald, am Schönberg und auf dem Hexentalrundweg.
Für den Radverkehr besteht über das Hexental eine Anbindung von Bollschweil und Sölden nach Wittnau und weiter über Au, Merzhausen und den FR 7 nach Freiburg. Der Bau eines zweiten Radweges von Sölden über Wittnau nach Au auf der östlichen Seite wird zum Schutz der Radfahrer gefordert.

### Weinbau
Der Wittnauer Kapuzinerbuck galt lange als einer der höchstgelegenen Weinberge der Oberrheinebene. Diese Extremlage erlaubt jedoch nur die Anpflanzung im Erlös wenig attraktiver, robusterer Rebsorten, so dass in den vergangenen Jahrzehnten ein stetiger Rückgang der bestockten Fläche zu verzeichnen war. Die höchstgelegenen Rebflächen wurden nach 2000 sämtlich gerodet. Die Rebfläche umfasste 2010 nur noch etwa ein Drittel der Ausdehnung in der Mitte des 20. Jahrhunderts.

### Klinik
Nordöstlich des Ortes befindet sich die CTS-Klinik Stöckenhöfe, eine Fachklinik für orthopädische, neurologische und psychosomatische Rehabilitation und Anschlussrehabilitation.

### Ruhewald
Seit 2017 gibt es oberhalb des Ortsteils Biezighofen auf gemeindeigenem Terrain einen Ruhewald, der bis 2021 von drei auf zehn Hektar erweitert wurde und inzwischen etwa 450 Grabstellen aufweist.

## Persönlichkeiten

### Ehrenbürger
- Hermann Ginter (1889–1966), katholischer Geistlicher und Kunsthistoriker, Pfarrer von Wittnau, seit 1962 Ehrenbürger der Gemeinde

### Persönlichkeiten, die mit der Gemeinde verbunden sind
- Franz Peter Nick (1772–1825), katholischer Geistlicher und Hochschullehrer in Freiburg im Breisgau
- Rupert Rohrhurst (1860–1952), evangelischer Geistlicher und Politiker
- Walter Dirks (1901–1991), Publizist, seit 1986 Ehrenbürger der Gemeinde, und seine Frau Marianne Dirks (1913–1993), Musikpädagogin, lebten von 1967 an in Wittnau
- Richard Pohl (* 1910) – ordentlicher Professor für Pharmakognosie in Freiburg, lebte in Wittnau
- Peter Dreher (1932–2020), Maler und Graphiker, hat einen Wohnsitz in Wittnau
- Joachim Löw (* 1960), Bundestrainer der deutschen Fußballnationalmannschaft (2006–2021), lebte von 2007 bis 2016 in Wittnau.[9][10]